# 퓨처 카드 버디파이트
퓨처카드 버디파이트(일본어: フューチャーカード バディファイト)는 부시로드의 트레이딩 카드 게임, 그리고 그것을 주제로 하는 만화, TV 애니메이션 등의 명칭이다.
한국에서는 현재 투니버스, 애니맥스, 재능TV에서 방영했다.

## 카드게임 규칙
서로 라이프 10점을 가지고 시작한다.
몬스터를 콜하고, 아이템을 장비. 마법과 필살기를 캐스트해서
상대방의 라이프를 먼저 0점을 만들면 게임에서 승리한다.
게임 중 덱이 0장이 되어도 패배한다.

### 턴의 흐름
- 스타트 페이즈
- 메인 페이즈
- 어택 페이즈
- 파이널 페이즈

스타트 페이즈 – 레스트 상태인 카드를 스탠드 상태로 만들고 드로와 차지 앤 드로를 할 수 있는 페이즈
메인 페이즈 – 몬스터를 콜 하거나 아이템을 장착하고 마법을 캐스트 할 수 있는 페이즈
어택 페이즈 – 콜 한 몬스터나 장비한 아이템카드로 상대나 상대 몬스터를 공격할 수 있는 페이즈
파이널 페이즈 – 필살기 카드를 캐스트 할 수 있는 페이즈
카드의 종류는 5가지이다.
- 플래그
- 몬스터
- 마법
- 아이템
- 필살기

플래그 카드 – 파이터의 월드를 나타내는 카드를 말한다. 파이터는 플래그에 나와있는 월드의 카드만 사용할 수 있다.
몬스터 카드 – 버디를 포함한 파이터와 함께 싸우는 동료들을 말한다. 사이즈 0, 1, 2, 3으로 구분된다.
마법 카드 – 파이터가 캐스트 하여 공격 또는 방어에 사용하는 카드를 말한다. 일반적으로 자신 턴에만 사용한다.[대항]이라고 적혀있는 카드는 상대 턴에도 사용 가능하다.
아이템 카드 – 파이터 자신이 장비할 수 있는 카드를 말한다. 장비하면 상대 파이터와 몬스터에게 어택 할 수 있다.
필살기 카드 – 파이널 페이즈에서만 사용할 수 있는 강력한 카드를 말한다.

### 한글판 희귀도
버디파이트 카드는 레어도에 따라 카드 처리가 다르다.
커먼과 상은 아무처리도 안되어 있지만, 가치레어는 일반적인 foil 처리과 되어있고,
초가치 레어는 격자무늬 foil 처리가 되어있다. 가장 희귀한 궁극 레어는 엣칭 처리가 되어있다.
- 커먼
- 상
- 레어
- 가치 레어
- 초가치 레어
- 궁극 레어

## 한글판 판매단위
- 부스터 팩, 스타트 덱 2가지.
- 부스터 팩

부스터 팩(Booster Pack)은 8장의 게임 카드와 1장의 응모권으로 구성되었어 있고, 이 팩으로 스타트 덱이나 자신의 덱에서 카드를 트레이딩 하거나, 보충하여 강화시킬 수 있다.
1박스에 부스터 팩 20개 단위로 포장되어 판매되며, 소비자가는 \20,000 부스터 팩 1개 가격은 \1,000이다.

## 한글판 출시
SMG HOLDINGS주식회사(구 듀엘엔터테인먼트 주식회사)에서 출시
- 부스터 팩 1탄-드래곤 대장(2015. 3. 4 출시)
- 스타트 덱 1탄-강한 드래곤(2015. 3. 10 출시)
- 스타트 덱 2탄-포징 블러드(2015. 3. 13 출시)
- 캐릭터 팩 1탄-1000드래곤(2015. 6. 2 출시)
- 스타트 덱 3탄-드래고닉 포스(출시예정)
- 부스터팩 2탄-사이버 닌자군단(출시예정)